# Partinos
Los partinos, eran una tribu iliria que vivía en el interior del sur de Iliria (actual Albania). Probablemente estaban situados en el valle del río Shkumbin, que controlaba la importante ruta entre el mar Adriático y Macedonia, que correspondía a la Vía Egnatia de la época romana. Por consiguiente, sus vecinos al oeste eran los taulantios y al este los dasarecios, en la región de Lychnidus.

## Etimología
Los partinos aparecen a menudo en los relatos antiguos que describen las guerras ilíricas y las guerras macedónicas. Su nombre se escribía en griego antiguo como Παρθῖνοι, Parthînoi, Παρθηνοι, Parthenoi, Παρθεηνᾶται Partheēnâtai y en latín como Parthini o Partheni. Son mencionados por Tito Livio, Julio César, Estrabón, Apiano, Dion Casio, Cicerón in Pis. 40, Pomponio Mela, y  Plinio el Viejo.
Según una tradición mitológica relatada por Apiano (siglo II d. C.), los partinos formaban parte de las tribus del sur de Iliria que tomaron su nombre de la primera generación de descendientes de Ilirio, el antepasado epónimo de todos los pueblos ilirios.

## Geografía

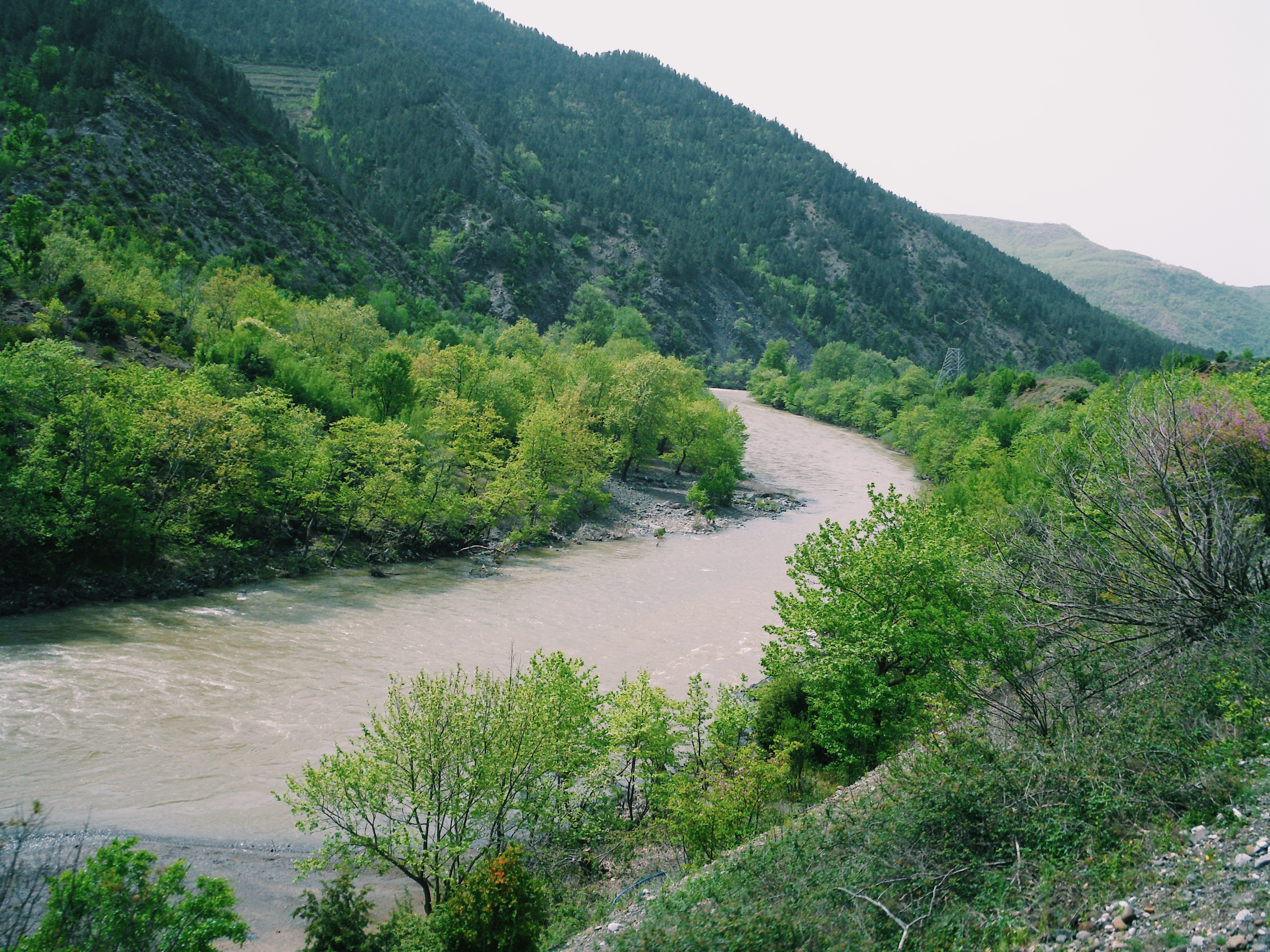
Vista del río Shkumbin; constituía una importante ruta entre el Adriático y Macedonia. La primera parte de la Vía Egnatia la recorría como ruta terrestre.

Los partinos habitaban probablemente la zona comprendida entre el interior de Dirraquio, en la llanura de Tirana, al norte, y el interior de Apolonia de Iliria, en el río Apso (Semeni), al sur. Su territorio probablemente incluía el valle de Shkumbin, por lo que controlaban la importante ruta entre el mar Adriático y Macedonia, que correspondía a la Vía Egnatia de la época romana Inicialmente, los partinos pudieron haber ocupado las tierras alrededor de Epidamno-Dirraquio, pero más tarde probablemente fueron empujados más hacia el interior por los taulantios, que perdieron sus posesiones costeras.
En la meseta de Gradishtë, cerca de Belsh, se ha encontrado una ciudad amurallada construida como muy tarde en el siglo IV a. C. Se desarrolló a partir de un asentamiento en la cima de una colina a principios del siglo VII a. C. , y estaba situada en la ruta que iba desde Apolonia a lo largo del río Apso hasta el Shkumbin. No se conoce su nombre antiguo, pero se puede suponer que fue el principal asentamiento de Los partinos. Existió hasta la Antigüedad tardía y fue destruida por la invasión eslava.

## Cultura

### Lengua
El idioma hablado por los partinos se incluye en la provincia onomástica del ilirio meridional en la lingüística moderna. 
El territorio que habitaban pertenece a la zona que se considera en la erudición actual como el núcleo lingüístico del ilirio.

### Religión
Los partinos adoraban a un dios supremo reconocido por la interpretatio graeca como «Júpiter Parthinus». En el material epigráfico latino aparece como I(upiter) O(ptimus) M(aximus) Partinus.

## Historia

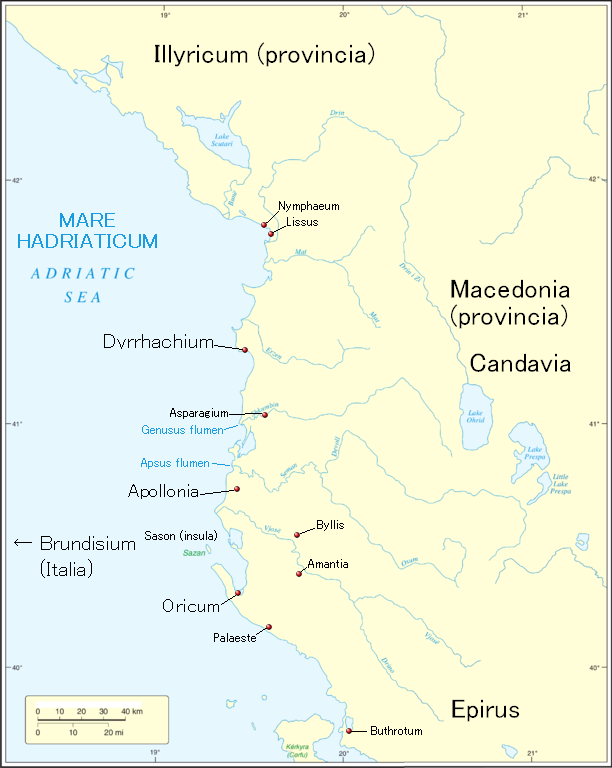

Los partinos se mencionan a menudo en el curso de las guerras romanas en Iliria y Macedonia, 229 a. C., pero como amigos más que como enemigos de los romanos, habiéndose sometido a sus armas en una época temprana (Polibio II, 11; Livio XXIX, 12). Tras la muerte de Filipo, rey de Macedonia, parece que se añadieron a los dominios de Pleurato, un príncipe ilirio aliado de los romanos. (Polibio XVII, 30; Livio XXX, 34, XLIV, 30.) Su principal ciudad era Partio (Πάρθος, Esteban de Bizancio, s. v.), que fue tomada por Julio César en el curso de su campaña con Pompeyo. (Caes. B.C. III. 41.) Dimale de doble colina, el más fuerte entre los lugares ilirios, con dos ciudadelas en dos alturas, conectadas por una muralla (Polibio III, 18, VII, 9), estaba dentro de su territorio. No hay ninguna indicación, sin embargo, de su situación exacta, que estaba probablemente entre Lisos y Epidamno. Livio menciona (XXIX, 12) otras dos fortalezas: Eugenium y Bargulum.

## Economía

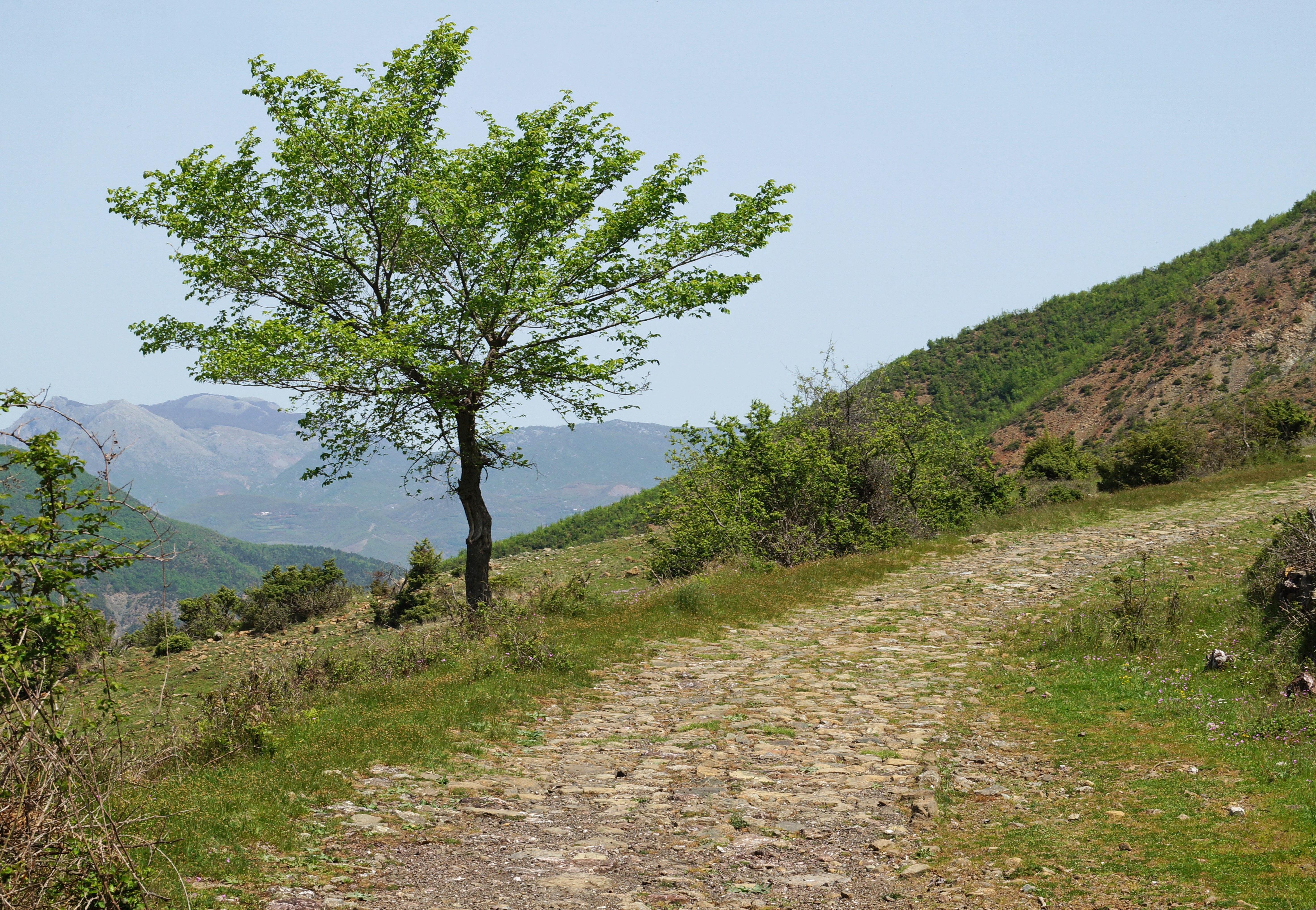
La antigua Vía Egnatia en Librazhd, Albania. La primera parte de la vía atravesaba Ilírico, principalmente en territorio partino.

Los partinos, situados en el interior del sur de Iliria, controlaban la importante ruta entre el mar Adriático y Macedonia, que correspondía a la Vía Egnatia de la época romana.
Las fuentes históricas antiguas atestiguan la economía agrícola entre los partinos, de los que se atestigua que cultivaban maíz en época romana. Durante la segunda guerra civil de la República romana, los partinos se vieron obligados a entregar sus provisiones de maíz a las tropas de Pompeyo. La situación cambió con la llegada de César a Iliria. Una vez desembarcado en Palaeste, en las montañas Ceraunias, las comunidades ilirias, que estaban guarnecidas por Pompeyo y el Senado romano, dieron la bienvenida a César.